# Portret Dr. Gacheta
Portret Dr. Gacheta je jedno od najcjenjenijih djela nizozemskog slikara Vincenta van Gogha. Postoje dvije verzije ovog portreta, obje naslikane u lipnju 1890. godine u Auvers-sur-Oise, tehnikom ulje na platnu, no razlikuju se u boji i stilu. Obje prikazuju portret dr. Paula Gacheta koji se brinuo za van Gogha tijekom posljednjih mjeseci njegova života. Dr. Gachet je naslikan kako sjedi za stolom naslonjen desnim laktom na nj i pridržavajući desnom rukom glavu. Ispred njega su dvije žute knjige i cvijet Naprstnik (Digitalis) od kojega se pravi lijek za srce, vjerojatno van Goghov nagovještaj liječničkog zanimanja portretiranog.
God. 1990. prva verzija slike je na aukciji u New Yorku prodana za tada rekordnih 82,5 milijuna $, postavši najskupljom slikom na svijetu.

## Povijest
Van Goghov brat Theo je 1890. godine, na preporuku Pissarroa smjestio Vincenta, po izlasku iz psihijatrije Saint-Rémy, kod dr. Gacheta koji je imao iskustva u liječenju umjetnika Vincentu je dr. Gachet isprva izgledao bolesniji od njega samoga, ali ga je kasnije u pismu sestri Wilhemini opisao kao riječima: „Pronašao sam iskrenog prijatelja u dr. Gachetu, nešto kao drugoga brata, toliko sličimo fizički i mentalno”. Kasnije sestri opisuje sliku:
Prvu verziju slike prodala je van Goghova snaha za 300 franaka 1897. godine i slika je više puta mijenjala vlasnike (Paul Cassirer 1904., Kessler 1904., Druet 1910.) dok ju nije kupila Državna galerija u Frankfurtu (Städel) 1911. godine. Nacisti su je proglasili za izopačenu umjetnost 1933. godine i prodali ju Franzu Koenigsu u Pariz 1937. god. On ju je opet prodao Siegfriedu Kramarskom, bogatom židovsko-američkom bankaru u New Yorku, 1939. god. Često je od tada bila izlagana u muzeju Metropolitan. Njegovi potomci su 1990. godine sliku prodali japanskom biznismenu, Ryoeiju Saitou iz Tokija. On je nakratko izazvao skandal kada je izjavio kako će sliku kremirati zajedno sa svojim tijelom poslije smrti. Njena lokacija danas nije poznata, iako postoje naznake da je prodana poslije njegove smrti 1996. godine.
Druga verzija (za koju mnogi vjeruju kako nije originalno van Goghovo djelo, nego djelo samog dr. Gacheta ili njegova sina, koji su bili amaterski slikari, a koji su voljeli kopirati impresionističke slike), koje je bila u posjedu samog dr. Gacheta, zajedno s ostatkom njegove kolekcije poklonjena je državi Francuskoj 1950-ih. Od tada je izložena u muzeju d'Orsay u Parizu.